# Церковь Сошествия Святого Духа (Казань)
Це́рковь Соше́ствия Свято́го Ду́ха (тат. Изге Рух иңү чиркәве, İzge Rux iñü çirkäwe) — православный храм в историческом центре города Казани, в бывшей Суконной слободе.

## История

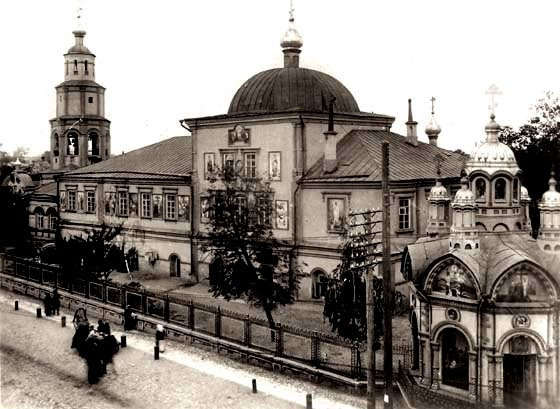
Церковь в начале XX века

Церковь Сошествия Святого Духа была построена в Суконной слободе города Казани между 1731 и 1735 годами на средства Евдокии Ивановны Микляевой (Михляевой) для рабочих бывшей казённой суконной мануфактуры, ранее переданной в управление её мужу купцу Ивану Афанасьевичу Микляеву (Михляеву) с компаньонами и перешедшей затем во владение его супруги.
Освящена 2 августа 1735 года.
Церковь двухпрестольная. Главный престол был освящён в честь Сошествия Святого Духа на апостолов, левый придел — в честь священномученика Харалампия.
Перестраивалась в 1830-е годы.
В 1832—1833 годах в Харлампиевском приделе были пробиты новые окна и сделаны росписи крепостным человеком Стефаном Тимофеевым.
В 1802 году мастером М. А. Венедиктовым была возведена кирпичная ограда вокруг церкви. В 1895 году с юго—восточной стороны ограды построена пятиглавая часовня в русском стиле.

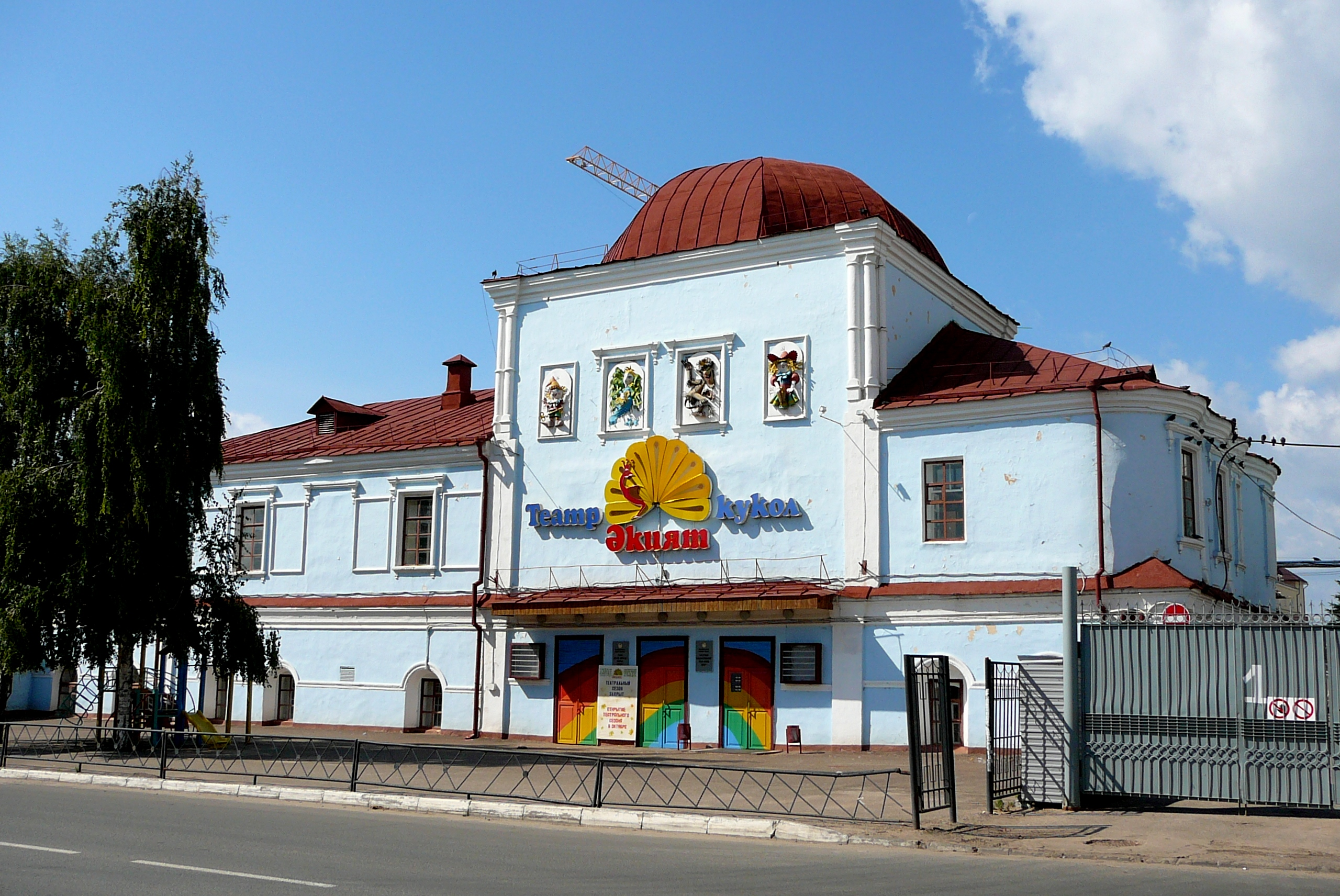
Театр кукол «Экият» в здании церкви

В 1897 году были убраны две колонны, заменив их арками, что позволило удлинить церковь.
В 1901 году с западной стороны была пристроена каменная ризница.
Церковь никогда не горела. В 1774 году местные жители спасли её от разграбления пугачёвцами.
История церкви Сошествия Святого Духа связана с именем Фёдора Ивановича Шаляпина, который в детстве пел здесь в церковном хоре.
До революционных событий 1917 года она имела самый многочисленный в Казани приход — до четырёх тысяч человек.

### В советское время
Церковь Сошествия Святого Духа была закрыта в 1931 году.
Храм был приспособлен под клуб.
В советские годы были разрушены верхние ярусы колокольни, главка и часовня, стоящая отдельно от церкви. Весь облик церкви был искажён позднейшими пристройками.
С 1950-х годов на втором этаже здания располагался кукольный театр, на первом — квартиры. В 1970-е годы жильцов расселили, а здание полностью передали кукольному театру.

### Возвращение верующим и реконструкция
В 2008 году представители православной общественности Казани выступили с протестом против кощунственного, по их мнению, размещения на фасаде бывшего храма кукольных фигур и, в особенности, фигуры Шурале.
В обращении, размещённом на сайте Православного информационного агентства «Русская линия» и получившем заметный резонанс, в частности, говорилось: «Мы не хотим лишать наших детей кукольного театра, поэтому уже долгие годы ждём когда местные власти построят для него новое здание, и вернут, наконец, Духосошественскую церковь верующим. Но неужели нельзя за несколько лет хотя бы привести в потребное состояние фасад храма, убрав с него кощунственные изображения? Мы призываем сделать это немедленно […]». Однако обращение с требованием убрать кощунственные фигуры и немедленно вернуть храм верующим было проигнорировано.
Комплекс церкви Сошествия Святого Духа был передан Русской Православной Церкви только в 2012 году — после окончания строительства нового здания кукольного театра в Казани.
31 мая 2012 года с фронтона здания сняли кукольные фигуры.
В июле 2012 года, в ходе осмотра исторического центра города, церковь Сошествия Святого Духа посетил Президент Республики Татарстан Р. Н. Минниханов, после чего было принято решение об оказании государственного содействия проведению в ней ремонтно-восстановительных работ. При этом восстановление церкви Сошествия Святого Духа проводилось параллельно с возрождением Галеевской мечети постройки 1798—1801 годов.
На протяжении 2012—2015 годов из республиканских бюджетных средств на реконструкцию и реставрацию церкви Сошествия Святого Духа, а также на благоустройство прилегающей территории, было выделено 105 миллионов рублей.
При государственной поддержке в комплексе церкви Сошествия Святого Духа были начаты ремонтно-восстановительные работы, заново отстроена колокольня. Автором проекта реставрации стал архитектор Степан Новиков <ref>[https://history-kazan.ru/aktualnaya-tema/u-vsekh-na-slukhu/15480-arkhitektor-restavrator-stepan-novikov-zapomnim-eto-imya]</ref>. 
Рядом с церковью Сошествия Святого Духа было открыто частное общеобразовательное учреждение Казанской епархии «Православная гимназия имени святителя Гурия Казанского г. Казани», располагающееся в бывшем доме причта, построенном в 1890-е годы. В феврале 2014 года здание общей площадью 960 м² также было передано в собственность Казанской епархии, отремонтировано и используется по назначению.
1 июня 2015 года, в Духов день, на колокольню церкви были водружены двенадцать новых колоколов, изготовленные на колокольном заводе в городе Тутаев Ярославской области и московском заводе «Литэкс». Торжественную церемонию подъёма колоколов предваряла соборная молитва.
2 сентября 2015 года с ходом ремонтно-восстановительных работ в церкви Сошествия Святого Духа ознакомился временно исполняющий обязанности Президента Республики Татарстан Р. Н. Минниханов, которого сопровождали митрополит Казанский и Татарстанский Феофан (И. А. Ашурков) и настоятель храма протоиерей А. А. Чубаков. Кроме этого, Р. Н. Минниханов, мэр города Казани И. Р. Метшин посетили открытую при храме (первую в Казани и в Татарстане) Православную гимназию имени святителя Гурия Казанского.
7 ноября 2015 года церковь Сошествия Святого Духа, в сопровождении митрополита Казанского и Татарстанского Феофана (И. А. Ашуркова), посетил Полномочный представитель Президента Российской Федерации в Приволжском Федеральном округе М. В. Бабич, который осмотрел восстанавливаемый храм.
26 ноября 2015 года, перед открытием II Форума православной общественности Республики Татарстан, Президент Республики Татарстан Р. Н. Минниханов и митрополит Казанский и Татарстанский Феофан (И. А. Ашурков) вновь нанесли визит в храм. «Это будет красивейший храм города, сюда будут приходить и казанцы, и туристы», — отметил Р. Н. Минниханов в своём выступлении на форуме.

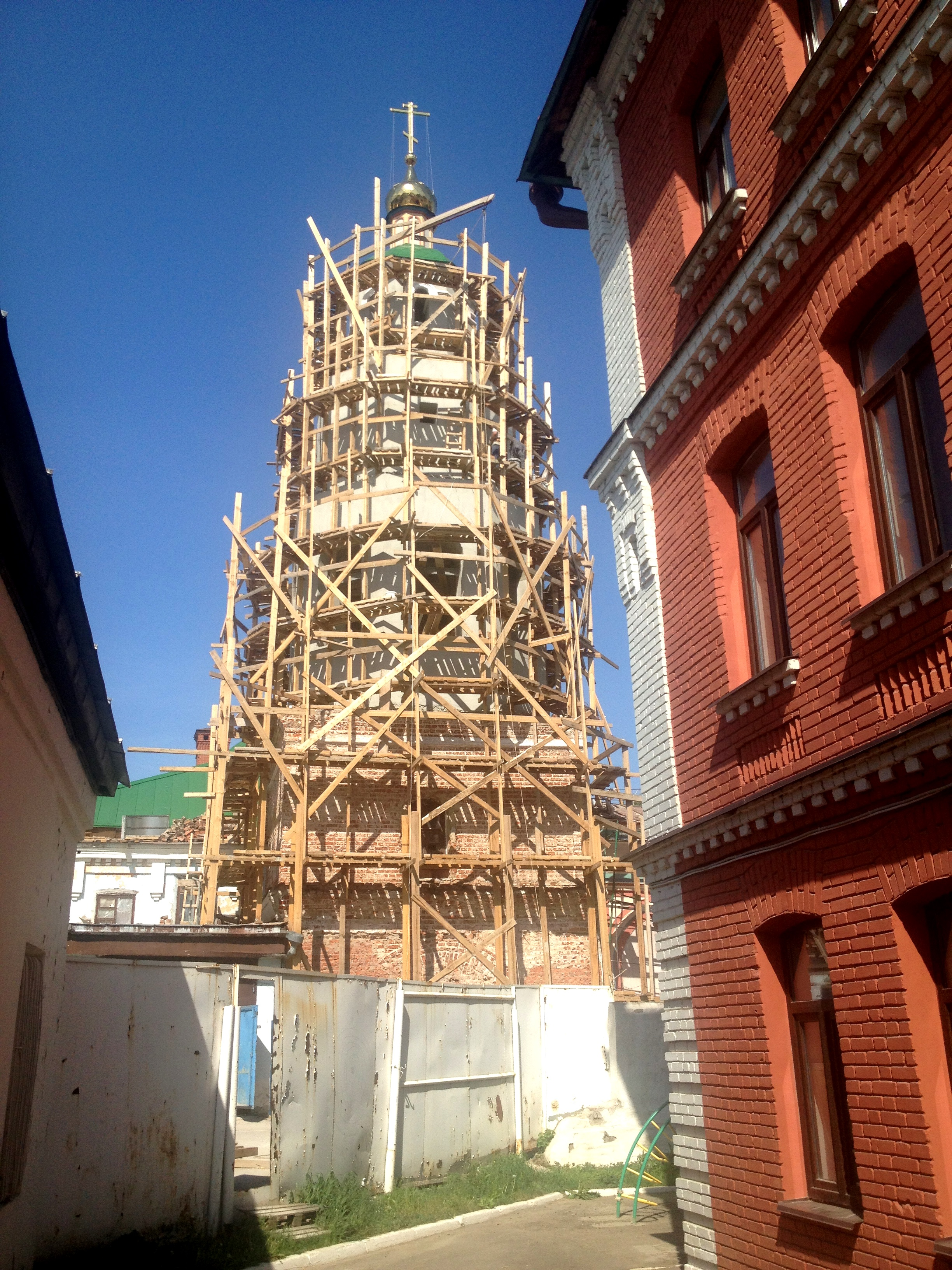
Восстановление церковной колокольни (2015 год)
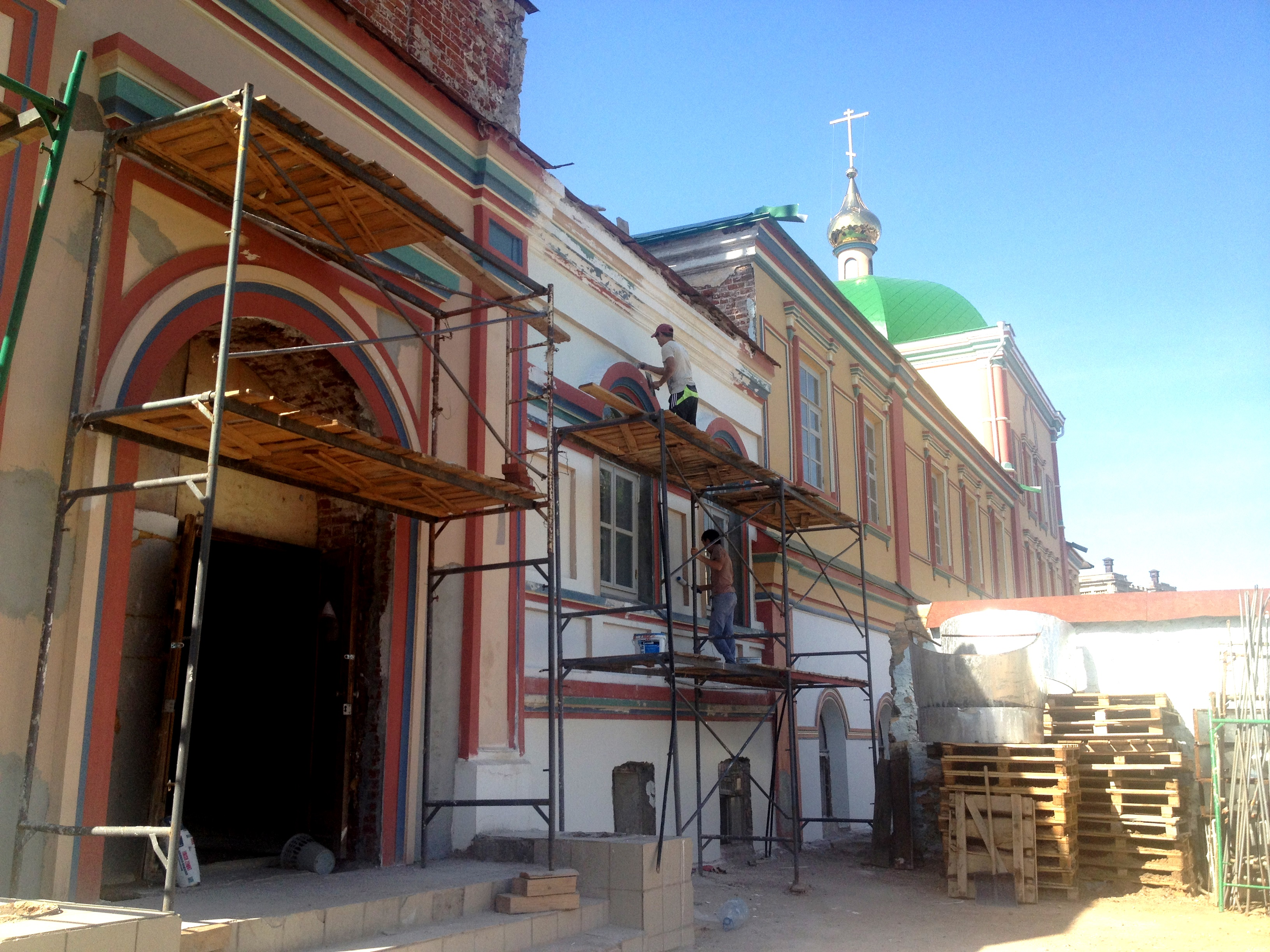
Восстановление главного входа (2015 год)
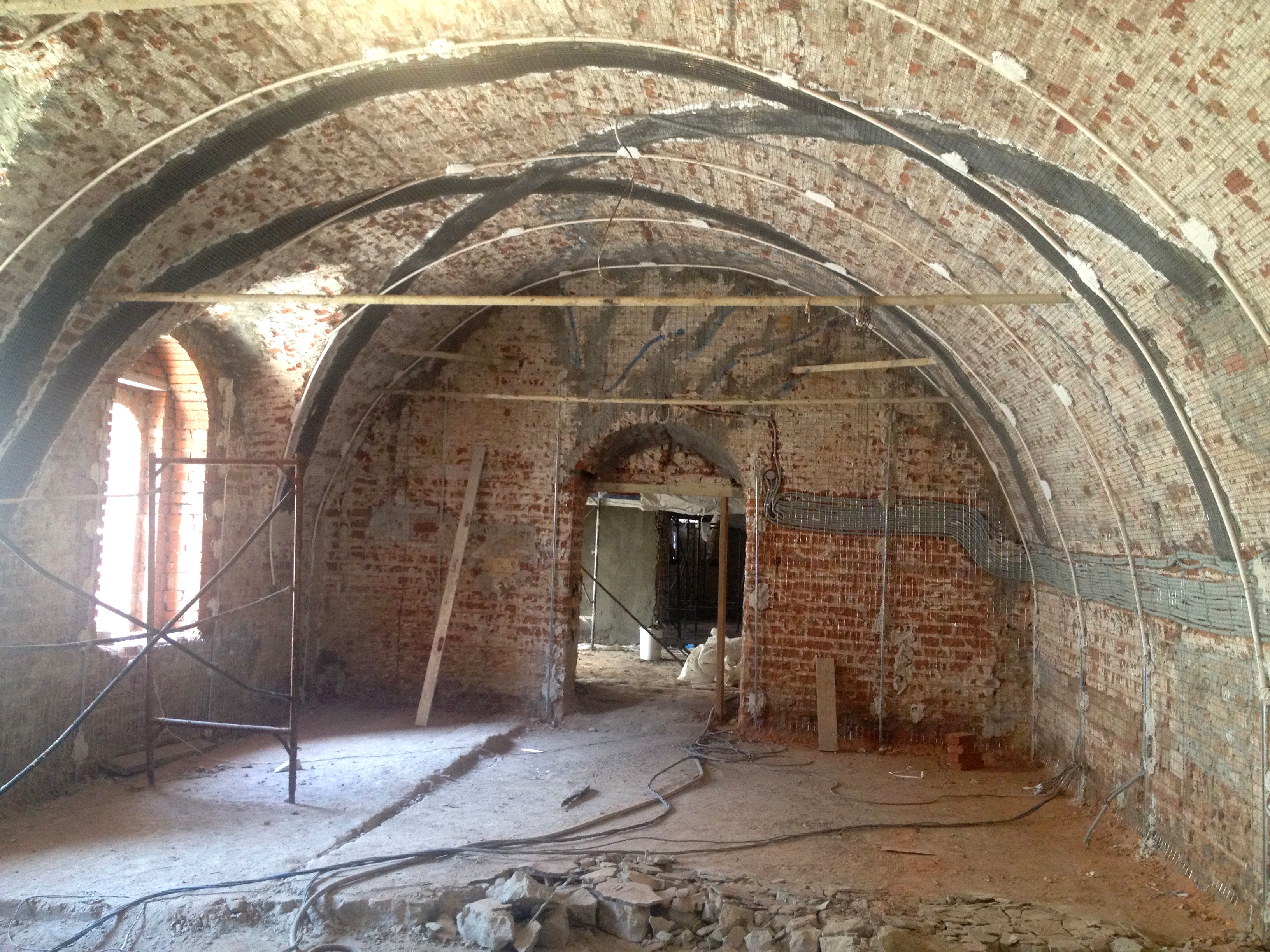
Внутренние восстановительные работы (2015 год)
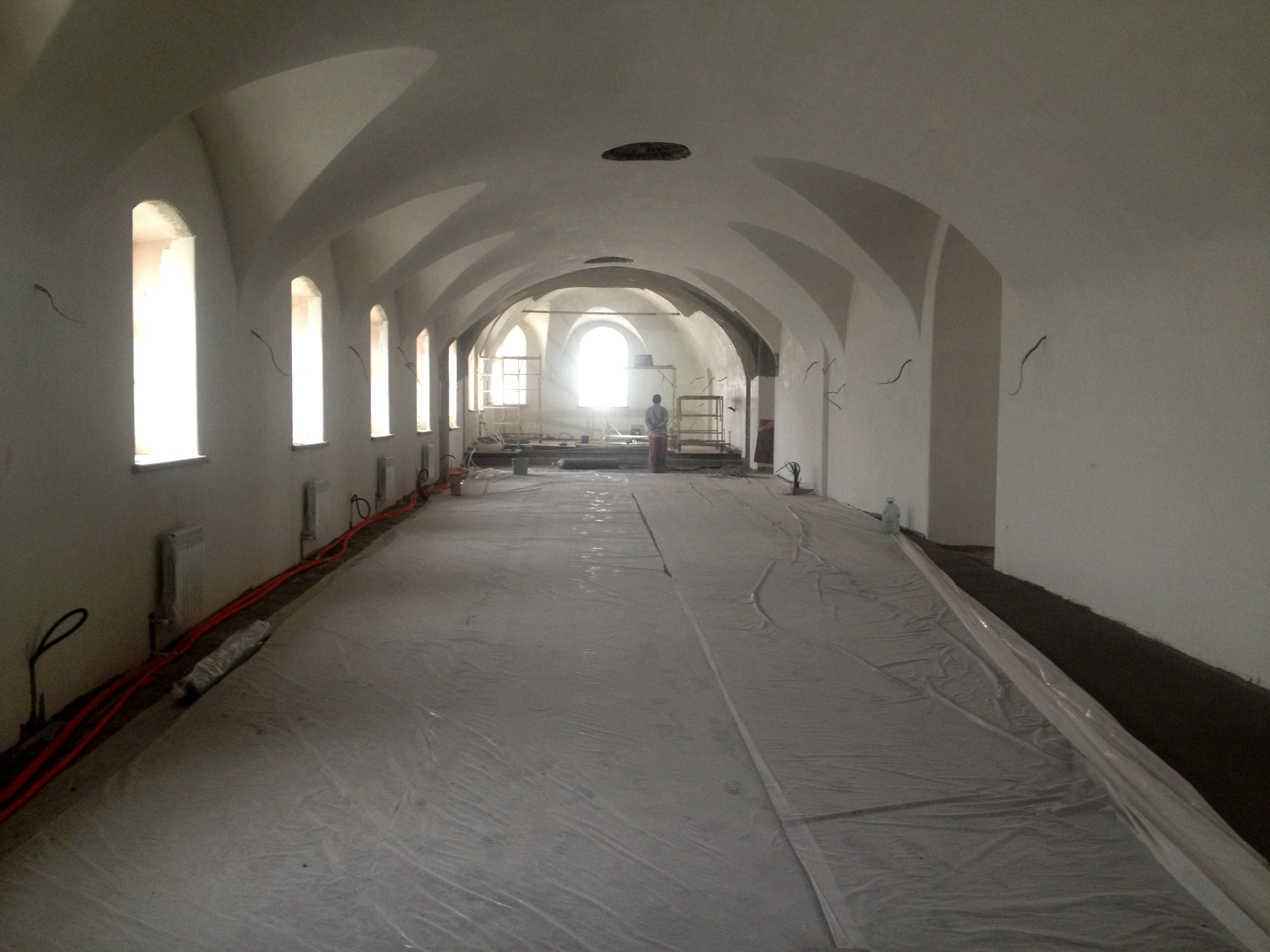
Внутренние восстановительные работы (2015 год)

### Второе освящение, религиозная жизнь
27 декабря 2015 года митрополит Казанский и Татарстанский Феофан (И. А. Ашурков), в сослужении первого проректора Казанской духовной семинарии игумена Евфимия (Д. А. Моисеева), благочинного I Казанского благочиннического округа, настоятеля церкви Сошествия Святого Духа протоиерея А. А. Чубакова, духовника Казанской епархии протоиерея В. Т. Лаврентьева, секретаря Казанского епархиального управления протоиерея В. М. Самойленко и других, совершил чин великого освящения храма и первую со времени его закрытия Божественную литургию.
На торжественной церемонии в церкви Сошествия Святого Духа присутствовали Президент Республики Татарстан Р. Н. Минниханов и другие официальные лица. По окончании богослужения состоялось награждение представителей государственной власти и благотворителей орденами Русской Православной Церкви, благодарственными письмами и архиерейскими грамотами. Среди награждённых были: Р. Н. Минниханов (Орден святого благоверного князя Даниила Московского I степени), руководитель следственного управления Следственного комитета Российской Федерации по Республике Татарстан П. М. Николаев (Орден святого благоверного князя Даниила Московского III степени), заместитель Генерального прокурора Российской Федерации С. П. Зайцев (Орден преподобного Сергия Радонежского II степени), генеральный директор ОАО "Холдинговая компания «Ак Барс» И. М. Егоров (Орден преподобного Серафима Саровского III степени), генеральный директор ОАО «Завод Элекон» Н. Н. Ураев (Орден преподобного Серафима Саровского III степени), генеральный директор ООО НПП «Казаньнефтехиминвест» Р. Н. Лихачёв (Орден преподобного Серафима Саровского III степени), председатель Совета директоров ОАО «АК БАРС» банк, генеральный директор ОАО «Связьинвестнефтехим» В. Ю. Сорокин (медаль «В память 1000-летия преставления святого равноапостольного великого князя Владимира»).

## Архитектура и убранство

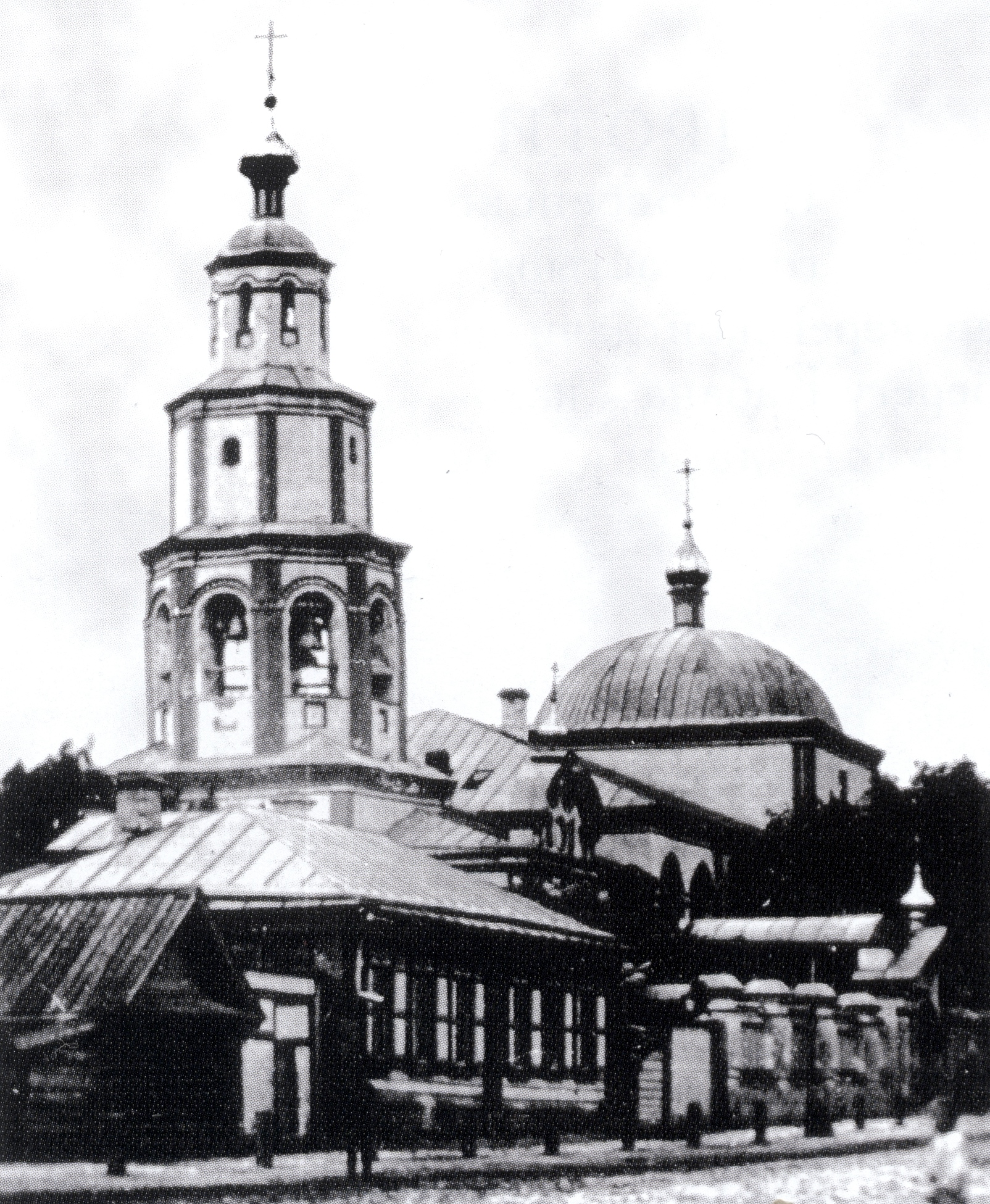
Церковь в XIX веке

Церковь Сошествия Святого Духа построена в стиле русского барокко.
Здание на высоком подклете состоит из двусветного четверика, завершённого купольной кровлей с главкой, с трёхапсидным алтарём, трапезной и притвором, над которым стояла ярусная колокольня. С севера пристроен объём Харалампиевского придела, расширенный в 1890-х годах.
Объект «Церковь Сошествия Святого духа» является памятником архитектуры республиканского значения (код памятника: 1600170000). Поставлен на охрану Постановлением Совета Министров ТАССР от 23 октября 1981 года № 601 «О ходе выполнения в Татарской АССР Закона РСФСР „Об охране и использовании памятников истории и культуры“».

## Духовенство
С 2012 года настоятелем храма является протоиерей Алексей Анатольевич Чубаков (с 2015 года также — благочинный I Казанского благочиннического округа). Клирики храма: священник Александр Киреев, священник Сергий Подопрелов, священник Сергий Вохмянин и диакон Артемий Лушкин.